# Sørfold

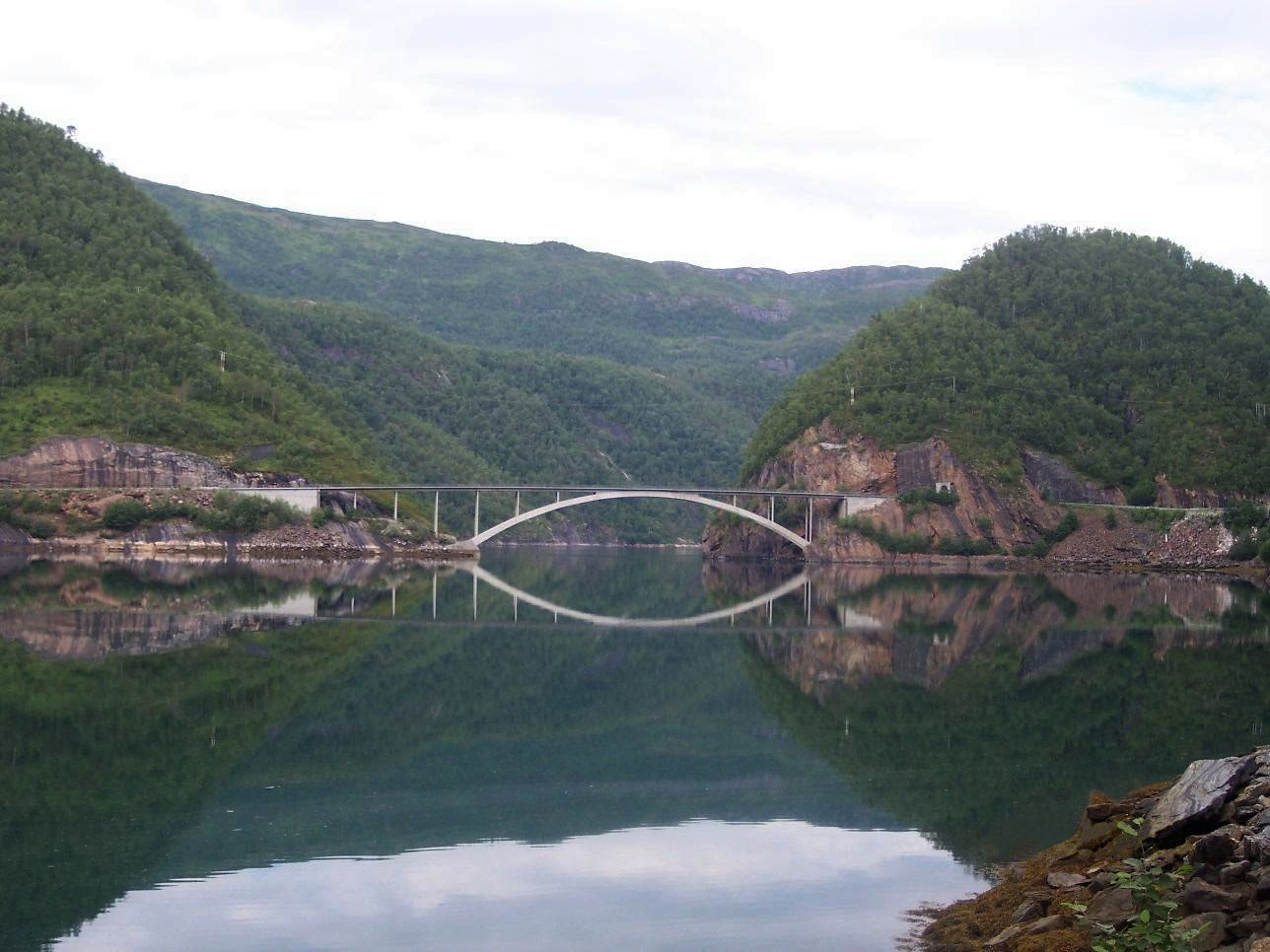
Trengselbrücke an der E 6

Sørfold ist eine Kommune im norwegischen Fylke Nordland. Die Kommune hat 1851 Einwohner (Stand: 1. Januar 2025). Verwaltungssitz ist die Ortschaft Straumen.

## Geografie
Die Gemeinde umfasst das Gebiet um den Fjord Sørfolda und grenzt an die Nachbarkommunen Bodø, Fauske, Steigen und Hamarøy. Im Osten liegt Schweden. Im Gemeindegebiet befinden sich mehrere Seen, unter anderem das Kobbvatnet, das Røyrvatnet oder das Sisovatnet (lulesamisch: Sijdasjávrre). Im Osten, an der Grenze zu Schweden, liegt der Rago-Nationalpark, im Südwesten ein Teil des Sjunkhatten-Nationalparks.
Das Terrain der Kommune ist von Bergen geprägt, die höchste Erhebung ist ein Gipfel ohne Namen mit einer Höhe von 1663,1 moh. an der Grenze zu Fauske und Schweden im Südosten der Sørfolds. In diesem Gebiet befinden sich zudem mehrere Gletscher.

## Einwohner
Die Bevölkerung verteilt sich vor allem auf das Gebiet am inneren Abschnitt des Fjords Sørfolda. Das Verwaltungszentrum Straumen ist der einzige sogenannte Tettsted, also die einzige Ansiedlung, die für statistische Zwecke als eine städtische Siedlung gewertet wird. Zum 1. Januar 2024 lebten dort 854 Einwohner. Weitere kleinere Ortschaften sind Røsvik und Sommerset. In den 1980er-Jahren stieg die Anzahl der Einwohner einen kurzen Zeitraum lang an, sie ist aber mittlerweile wieder fallend.
Die Einwohner der Gemeinde werden Sørfoldværing genannt. Offizielle Schriftsprache ist wie in vielen Kommunen in Nordland Bokmål, also die weiter verbreitete der beiden norwegischen Sprachformen.
| Jahr          | 1986 | 1990 | 1995 | 2000 | 2005 | 2010 | 2015 | 2020 | 2025 |
| ------------- | ---- | ---- | ---- | ---- | ---- | ---- | ---- | ---- | ---- |
| Einwohnerzahl | 3017 | 2820 | 2630 | 2367 | 2153 | 1984 | 1953 | 1926 | 1851 |

## Geschichte
Die Kommune Sørfold wurde am 1. Januar 1887 gegründet, als die damalige Gemeinde Folden in zwei neue aufgespalten wurde. Im Jahr 1894 kamen kleine Gebiete neu zu Sørfold und 1964 wurde ein weiterer Bereich eingemeindet, gleichzeitig ging der südwestliche Teil an Bodø über. Die letzte Änderung geschah 1984, als erneut ein Bereich an Bodø überführt wurde.
Bei Mørsvikbotn befindet sich ein früherer Opferplatz der samischen Bevölkerung. Dort wurden unter anderem Rentierknochen gefunden, die ab 2015 im lulesamischen Zentrum Árran untersucht wurden. In einem Bericht aus dem Jahr 1987 heißt es, dass die Opfer wohl für Rota, den Gott des Todes gedacht waren. Die Røsvik kirke, eine Holzkirche aus dem Jahr 1883, befindet sich in der Ortschaft Røsvik.

## Wirtschaft und Infrastruktur

### Verkehr
Durch die Gemeinde führt die Europastraße 6 (E6), die in Norwegen vom Südosten des Landes bis an die russische Grenze verläuft. In Sørfold verläuft sie die meiste Zeit an der Ostküste der in das Gebiet reichenden Fjorde. Einige kaum bewohnte Teile der Kommune sind nur schwer über das Verkehrsnetz erreichbar. Sørfold ist nicht an das Bahnnetz angeschlossen, vom Verwaltungszentrum Straumen aus ist allerdings der Bahnhof in der weiter südlich gelegenen Ortschaft Fauske gut erreichbar. Dieser wird von Zügen der Nordlandsbanen angefahren und von dort aus führen Busse weiter nach Norden.

### Wirtschaft
Bis etwa 1900 war die Fischerei die Haupteinnahmequelle der Gemeinde. Später wurde die Landwirtschaft wichtiger, die oft mit der Fischerei verbunden wurde. Heute wird in Straumen eine Fischzuchtanlage betrieben. Viele Arbeitsplätze sind in der Industrie und im Bergbau verortet. Bei Straumen liegt ein Werk von Elkem, einem Siliziumproduzenten. In Sørfold befinden sich mehrere Wasserkraftwerke, unter anderem das Wasserkraftwerk Kobbelv am See Kobbvatnet. Es wird seit 1987 genutzt und hat eine jährliche Durchschnittsproduktion von 743 GWh.
Im Jahr 2019 arbeiteten von 866 Menschen 528 in Sørfold selbst, 171 weitere in Fauske. Des Weiteren waren Personen unter anderem vermehrt in Bodø tätig. Die Anzahl der Personen, die von außen nach Sørfold pendelten, war mit 364 etwas größer.

## Wappen und Name
Das seit 1987 offizielle Wappen der Kommune zeigt ein silbernes Turbinenrad und soll für die Wasserkraftwerke stehen. Die Gemeinde Sørfold wurde nach dem Fjord Sørfolda benannt. Die Vorsilbe „Sør-“ steht dabei für „Süd-“, „-fold“ stammt aus dem Altnordischen und bedeutet „eben“ oder „flach“.

## Persönlichkeiten
- Oddmund Jensen (1928–2011), Skilangläufer
- Thor Helland (1936–2021), Mittel- und Langstreckenläufer
- Mads Sjøgård Pettersen (* 1984), Schauspieler